# Pietro Vinci
Pietro Vinci (Nicosia, Sicília, 1525 - ?, 14 de juny de 1584) fou un compositor madrigalista italià del Renaixement.
Fou mestre de capella a Bèrgam on pràcticament passà la seva vida i deixà:
- dos llibres de Motets a 5 veus (1572);
- tres llibres, a 4 veus (1578, 1582 i 1588);
- 14 Sonetti spirituale (1580);
- Misses, de 5 a 8 veus (1575);
- dos llibres de Madrigals, a 6 veus (1571-1579);
- un llibre a 3 veus (1582);
- set llibres a 5 veus (1563 i 1584).